# Seña
Seña è un pregiato vino cileno. Il vino nacque nel 1995 come joint venture tra Eduardo Chadwick (Viña Errazuriz) e Robert Mondavi. Si trattò della prima collaborazione internazionale del settore vitivinicolo cileno. Chadwick e Mondavi fondarono Seña con l'obiettivo di creare il primo vino iconico del Cile.

## Storia e diffusione
I 42 ettari vitati si trovano a circa 40km dall'oceano Pacifico, su terreni prevalentemente ghiaiosi e vulcanici. Dal 2005 il vigneto viene coltivato seguendo principi biodinamici. Seña è un blend di uve bordolesi con uno spirito cileno. Troviamo in prevalenza Cabernet Sauvignon (50-60% a seconda delle annate), poi Carménère (15-20%), Malbec (15-20%), Petit Verdot e Cabernet Franc.
La fama di Seña si deve ad una serie di degustazioni alla cieca, la più conosciuta delle quali resta quella di Berlino (Berlin Tasting) del 2004, nella quale il vino cileno, insieme al Viñedo Chadwick, si piazzò davanti a importanti vini di Bordeaux e Toscana.

## Riconoscimenti e premi
I riconoscimenti negli anni non sono mancati, tra cui i punteggi molto alti dei critici (100 punti di James Suckling per le annate 2015 e 2018, 98 punti di Wine Advocate per l'annata 2018), l'ingresso nella prestigiosa Place de Bordeaux nel 2011 ed il titolo Decanter Hall of Fame ad Eduardo Chadwick nel 2018 per il suo contributo alla storia del vino cileno ed internazionale.